# Відносини Північна Македонія — НАТО
Відносини Північна Македонія — НАТО охоплюють історію взаємин між Північною Македонією та військовим блоком НАТО. 27 березня 2020 року Північна Македонія вступила до НАТО і стала 30-м членом НАТО.

## Історія
У 1995 році Північна Македонія приєдналася до програми Партнерство заради миру, чим започаткувала процес вступу в альянс. У 1999 році, одночасно з Албанією, країна розпочала виконання свого Плану дій щодо членства. Долучившись до інтервенції НАТО в Союзну Республіку Югославія у 1999, вона отримувала допомогу від НАТО, маючи діло з біженцями, які втікали з Косово. У серпні 2001 року НАТО втрутилося у внутрішній конфлікт, в ході якого група албанських заколотників — Армія національного визволення — боролася проти урядових військ. Під час операції «Істотний урожай», проведеної слідом за угодою про припинення вогню, війська НАТО допомогли місцевим військовим частинам роззброїти заколотників.
Запрошення на вступ країни в НАТО на Бухарестському саміті 2008 заблокувала Греція. Країни НАТО погодилися, що Македонія отримає запрошення після розв'язання спору щодо іменування Македонії. Греція побоюється, що конституційна назва її сусідки передбачає територіальні посягання на її власну область Македонія. Після накладеного нею вето Греції довелося виступати відповідачем у Міжнародному Суді у зв'язку з її вимогою використання назви Колишня Югославська Республіка Македонія як прийнятного варіанту для вступу в НАТО. У суді Греція аргументувала свою позицію тим, що рішення не запрошувати Македонію було колективним рішенням НАТО, а отже, підписану між двома балканськими країнами-сусідками тимчасову угоду 1995 року не було порушено. Між тим, 5 грудня 2011 Міжнародний суд виніс у цій справі вирок про те, що Греція заблокувала вступ Македонії в НАТО незаконно, порушивши цим двосторонню домовленість 1995. Попри це Греція з причини цього спору про назву не виключає також можливості блокувати вступ Македонії в Європейський Союз. Ще в квітні 2009 тодішній державний секретар Сполучених Штатів Гілларі Клінтон попросила Македонію і Грецію знайти «прийнятний розв'язок» цього спору з тим, щоб Македонія змогла безперешкодно приєднатися до альянсу.
Однак у 2014 році, напередодні свого 65-річчя від часу заснування, НАТО оголосило, що не пропонуватиме того року жодних нових країн на прийняття у члени організації. Аналітики розцінили це як знак, що члени НАТО дедалі скептичніше ставляться до дальшого розширення альянсу на схід відразу після анексії Росією Криму через занепокоєння з приводу російської відплати за нові гарантії безпеки близьким до її кордонів країнам.
Опитування після саміту 2008 засвідчило, що 82,5% опитаних македонських громадян проти зміни конституційної назви країни заради вступу в НАТО. Членство в НАТО загалом підтримали 85,2% населення. Услід за самітом 2008 пройшли вибори, в результаті яких подальшу підтримку здобула правоцентристська, прихильна до НАТО партія ВМРО-ДПМНЄ. Вибори були затьмарені насильством, яке члени НАТО піддали критиці.
6 лютого 2019 року в Брюсселі між генеральним секретарем НАТО Єнсом Столтенбергом і міністром закордонних справ Північної Македонії Ніколою Дімітровим було підписано протокол щодо приєднання до НАТО після того, як країна досягнула угоди з Грецією стосовно суперечки щодо назви Македонії.

## Процес переговорів
| Подія                         | Дата              |
| ----------------------------- | ----------------- |
| Партнерство заради миру       | 15 листопада 1995 |
| План дій щодо членства в НАТО | 19 квітня 1999    |
| Запрошення приєднатися        | 11 липня 2018     |
| Протокол про приєднання       | 6 лютого 2019     |
| Членство                      | 27 березня 2020   |

## Процес ратифікації протоколу
| Країна          | Дата              | Інституція           | In favour | Against   | Утр.      | Передача інструментів у депозитарій | Джерело |
| --------------- | ----------------- | -------------------- | --------- | --------- | --------- | ----------------------------------- | ------- |
| Албанія         | 14 лютого 2019    | Народні збори        | 140       | 0         | 0         | 1 квітня 2019                       | [ 20 ]  |
| Албанія         | 20 лютого 2019    | Президент            | Підписав  | Підписав  | Підписав  | 1 квітня 2019                       | [ 21 ]  |
| Бельгія         | 25 квітня 2019    | Палата представників | 131       | 2         | 2         | 6 червня 2019                       | [ 22 ]  |
| Бельгія         | 17 травня 2019    | Король               | Підписав  | Підписав  | Підписав  | 6 червня 2019                       | [ 23 ]  |
| Болгарія        | 20 лютого 2019    | Народні збори        | 140       | 0         | 0         | 18 березня 2019                     | [ 24 ]  |
| Болгарія        | 23 лютого 2019    | Президент            | Підписав  | Підписав  | Підписав  | 18 березня 2019                     | [ 25 ]  |
| Велика Британія | 16 жовтня 2019    | Палата громад        | Ухвалено  | Ухвалено  | Ухвалено  | 24 жовтня 2019                      | [ 26 ]  |
| Греція          | 8 лютого 2019     | Парламент            | 153       | 140       | 1         | 21 лютого 2019                      | [ 27 ]  |
| Греція          | 15 лютого 2019    | Президент            | Підписав  | Підписав  | Підписав  | 21 лютого 2019                      | [ 28 ]  |
| Данія           | 26 березня 2019   | Фолькетинг           | 97        | 0         | 9         | 12 квітня 2019                      | [ 29 ]  |
| Естонія         | 12 червня 2019    | Рійґікоґу            | 76        | 0         | 17        | 18 липня 2019                       | [ 30 ]  |
| Естонія         | 17 червня 2019    | Президент            | Підписала | Підписала | Підписала | 18 липня 2019                       | [ 31 ]  |
| Ісландія        | 24 жовтня 2019    | Альтинг              | 32        | 0         | 11        | 14 листопада 2019                   | [ 32 ]  |
| Іспанія         | 27 лютого 2020    | Конгрес депутатів    | 279       | 1         | 51        | 19 березня 2020                     | [ 33 ]  |
| Іспанія         | 17 березня 2020   | Сенат                | 243       | 0         | 21        | 19 березня 2020                     | [ 34 ]  |
| Іспанія         | 17 березня 2020   | Король               | Підписав  | Підписав  | Підписав  | 19 березня 2020                     | [ 35 ]  |
| Італія          | 25 червня 2019    | Палата депутатів     | 442       | 0         | 1         | 2 грудня 2019                       | [ 36 ]  |
| Італія          | 16 жовтня 2019    | Сенат                | 237       | 0         | 2         | 2 грудня 2019                       | [ 37 ]  |
| Італія          | 24 жовтня 2019    | Президент            | Підписав  | Підписав  | Підписав  | 2 грудня 2019                       | [ 38 ]  |
| Канада          | 19 червня 2019    | Палата громад        | Ухвалено  | Ухвалено  | Ухвалено  | 19 червня 2019                      | [ 39 ]  |
| Латвія          | 16 травня 2019    | Сейм                 | 81        | 0         | 0         | 4 червня 2019                       | [ 40 ]  |
| Латвія          | 22 травня 2019    | Президент            | Підписав  | Підписав  | Підписав  | 4 червня 2019                       | [ 41 ]  |
| Литва           | 14 березня 2019   | Сейм                 | 92        | 0         | 0         | 30 травня 2019                      | [ 42 ]  |
| Литва           | 20 березня 2019   | Президент            | Підписала | Підписала | Підписала | 30 травня 2019                      | [ 43 ]  |
| Люксембурґ      | 2 липня 2019      | Палата депутатів     | 58        | 2         | 0         | 25 липня 2019                       | [ 44 ]  |
| Люксембурґ      | 12 липня 2019     | Великий герцог       | Підписав  | Підписав  | Підписав  | 25 липня 2019                       | [ 45 ]  |
| Нідерланди      | 4 липня 2019      | Друга палата         | 129       | 21        | 0         | 19 листопада 2019                   | [ 46 ]  |
| Нідерланди      | 12 листопада 2019 | Перша палата         | 59        | 16        | 0         | 19 листопада 2019                   | [ 47 ]  |
| Нідерланди      | 13 листопада 2019 | Король               | Підписав  | Підписав  | Підписав  | 19 листопада 2019                   | [ 48 ]  |
| Німеччина       | 6 червня 2019     | Бундестаґ            | 545       | 160       | 4         | 21 серпня 2019                      | [ 49 ]  |
| Німеччина       | 28 червня 2019    | Бундесрат            | Ухвалено  | Ухвалено  | Ухвалено  | 21 серпня 2019                      | [ 50 ]  |
| Німеччина       | 4 липня 2019      | Президент            | Підписав  | Підписав  | Підписав  | 21 серпня 2019                      | [ 51 ]  |
| Норвеґія        | 5 червня 2019     | Стортинг             | 96        | 1         | 0         | 19 липня 2019                       | [ 52 ]  |
| Норвеґія        | 14 червня 2019    | Король               | Підписав  | Підписав  | Підписав  | 19 липня 2019                       | [ 53 ]  |
| Польща          | 4 квітня 2019     | Сейм                 | 388       | 1         | 2         | 1 липня 2019                        | [ 54 ]  |
| Польща          | 11 квітня 2019    | Сенат                | 59        | 0         | 0         | 1 липня 2019                        | [ 55 ]  |
| Польща          | 25 квітня 2019    | Президент            | Підписав  | Підписав  | Підписав  | 1 липня 2019                        | [ 56 ]  |
| Португалія      | 15 травня 2019    | Асамблея Республіки  | 193       | 36        | 1         | 8 жовтня 2019                       | [ 57 ]  |
| Португалія      | 7 серпня 2019     | Президент            | Підписав  | Підписав  | Підписав  | 8 жовтня 2019                       | [ 58 ]  |
| Румунія         | 27 лютого 2019    | Палата депутатів     | 273       | 0         | 0         | 18 липня 2019                       | [ 59 ]  |
| Румунія         | 13 березня 2019   | Сенат                | 96        | 0         | 0         | 18 липня 2019                       | [ 60 ]  |
| Румунія         | 18 березня 2019   | Президент            | Підписав  | Підписав  | Підписав  | 18 липня 2019                       | [ 61 ]  |
| Словаччина      | 4 квітня 2019     | Національна Рада     | 111       | 13        | 1         | 22 травня 2019                      | [ 62 ]  |
| Словаччина      | 24 квітня 2019    | Президент            | Підписав  | Підписав  | Підписав  | 22 травня 2019                      | [ 63 ]  |
| Словенія        | 12 лютого 2019    | Державні збори       | 72        | 12        | 0         | 22 березня 2019                     | [ 64 ]  |
| Словенія        | 20 лютого 2019    | Президент            | Підписав  | Підписав  | Підписав  | 22 березня 2019                     | [ 65 ]  |
| Сполучені Штати | 17 жовтня 2019    | Сенат                | 91        | 2         | 0         | 29 листопада 2019                   | [ 66 ]  |
| Сполучені Штати | 26 листопада 2019 | Президент            | Підписав  | Підписав  | Підписав  | 29 листопада 2019                   | [ 67 ]  |
| Туреччина       | 11 липня 2019     | Національні збори    | 255       | 7         | 1         | 9 грудня 2019                       | [ 68 ]  |
| Туреччина       | 24 липня 2019     | Президент            | Підписав  | Підписав  | Підписав  | 9 грудня 2019                       | [ 69 ]  |
| Угорщина        | 25 червня 2019    | Національна асамблея | 153       | 0         | 0         | 24 липня 2019                       | [ 70 ]  |
| Угорщина        | 27 червня 2019    | Президент            | Підписав  | Підписав  | Підписав  | 24 липня 2019                       | [ 71 ]  |
| Франція         | 17 жовтня 2019    | Сенат                | Ухвалено  | Ухвалено  | Ухвалено  | 9 грудня 2019                       | [ 72 ]  |
| Франція         | 21 листопада 2019 | Національна асамблея | Ухвалено  | Ухвалено  | Ухвалено  | 9 грудня 2019                       | [ 73 ]  |
| Франція         | 28 листопада 2019 | Президент            | Підписав  | Підписав  | Підписав  | 9 грудня 2019                       | [ 74 ]  |
| Хорватія        | 1 березня 2019    | Сабор                | 116       | 2         | 0         | 22 травня 2019                      | [ 75 ]  |
| Хорватія        | 6 березня 2019    | Президент            | Підписала | Підписала | Підписала | 22 травня 2019                      | [ 76 ]  |
| Чехія           | 12 червня 2019    | Сенат                | 52        | 0         | 13        | 25 жовтня 2019                      | [ 77 ]  |
| Чехія           | 12 вересня 2019   | Палата депутатів     | 124       | 8         | 16        | 25 жовтня 2019                      | [ 78 ]  |
| Чехія           | 8 жовтня 2019     | Президент            | Підписав  | Підписав  | Підписав  | 25 жовтня 2019                      | [ 79 ]  |
| Чорногорія      | 1 березня 2019    | Скупщина             | 44        | 0         | 0         | 18 квітня 2019                      | [ 80 ]  |
| Чорногорія      | 4 березня 2019    | Президент            | Підписав  | Підписав  | Підписав  | 18 квітня 2019                      | [ 81 ]  |